# 27217 Mattieharrington
27217 Mattieharrington è un asteroide della fascia principale. Scoperto nel 1999, presenta un'orbita caratterizzata da un semiasse maggiore pari a 3,0062209 au e da un'eccentricità di 0,0808524, inclinata di 1,93922° rispetto all'eclittica.